# Ixodes ovatus
Ixodes ovatus  (лат.) — вид кровососущих клещей рода Ixodes из семейства Ixodidae. Юго-Восточная Азия. Паразитируют на крупных млекопитающих (как дикие, так и домашние животные), личинки и нимфы отмечаются на грызунах и насекомоядных млекопитающих.  Вид был впервые описан в 1899 году французским зоологом Луи Жоржем Неманном (Louis Georges Neumann, 1846—1930).

## Распространение
Юго-Восточная Азия: Бирма, Непал, Таиланд, Индия, Китай, Япония.